# Sydvestgrønland
|  | Denne artikel er oprettet af botten Steenthbot ud fra en ekstern database. Den kan derfor have sproglige fejl eller mangler. Denne skabelon kan fjernes efter kontrol af indholdet. |

Sydvestgrønland er en dansk dokumentarfilm fra 1950 instrueret af Paul Hansen efter eget manuskript.

## Handling
En film om Grønlands udvikling fra fangersamfund til byer i vækst. I afsides egne bor grønlænderne primitivt. I kolonistederne er der træhuse og gader. Klimaet tillader et primitivt landbrug. Moderne transportmidler. Kolonistederne vokser hurtigt. Kul kommer fra kulbruddet på Disko. Kryolitbruddet ved Ivigtut bruger moderne maskiner. Den mest udbredte sygdom, tuberkulose, bekæmpes med nye metoder.